# Chuyện tình công sở. Thời đại chúng ta
Chuyện tình công sở. Thời đại chúng ta (tiếng Nga: Служебный роман. Наше время, tiếng Ukraina: Службовий роман. Наш час) là một bộ phim tình cảm, có phần khôi hài của đạo diễn Sarik Andreasyan, ra mắt năm 2011.
Đây là phiên bản làm lại của bộ phim Chuyện tình công sở (Eldar Ryazanov đạo diễn) đã trình chiếu năm 1977 và rất được yêu thích.

## Diễn viên
- Vladimir Zelensky... Anatoly Yefremovich Novoseltsev
- Svetlana Khodchenkova... Lyudmila Kalugina
- Marat Basharov... Yury Samokhvalov
- Anastasya Zavorotnyuk... Olga Ryzhova
- Pavel Volya... Vadik
- Ivan Okhlobystin
- Alika Smekhovaт
- Dmitry Khrustalyov
- Tigran Keosayan
- Timur Rodriguez